# Haplomaro denisi
Haplomaro denisi là một loài nhện trong họ Linyphiidae. Chúng được František Miller miêu tả năm 1970, và chỉ được tìm thấy ở Angola.